# Governador Eugênio Barros
Governador Eugênio Barros este un oraș în unitatea federativă Maranhão (MA), Brazilia.